# Roch Jabłonowski (zm. 1754)
Roch Jabłonowski herbu Prus III (zm. w 1754 roku) – podstoli trembowelski w latach 1721–1750.
Był elektorem Stanisława Leszczyńskiego w 1733 roku.